# Cephalobrachia
Cephalobrachia is een geslacht van weekdieren uit de klasse van de Gastropoda (slakken).

## Soorten
- Cephalobrachia bonnevii Massy, 1917
- Cephalobrachia macrochaeta Bonnevie, 1913